# Cyrk (Dolina Kobylańska)

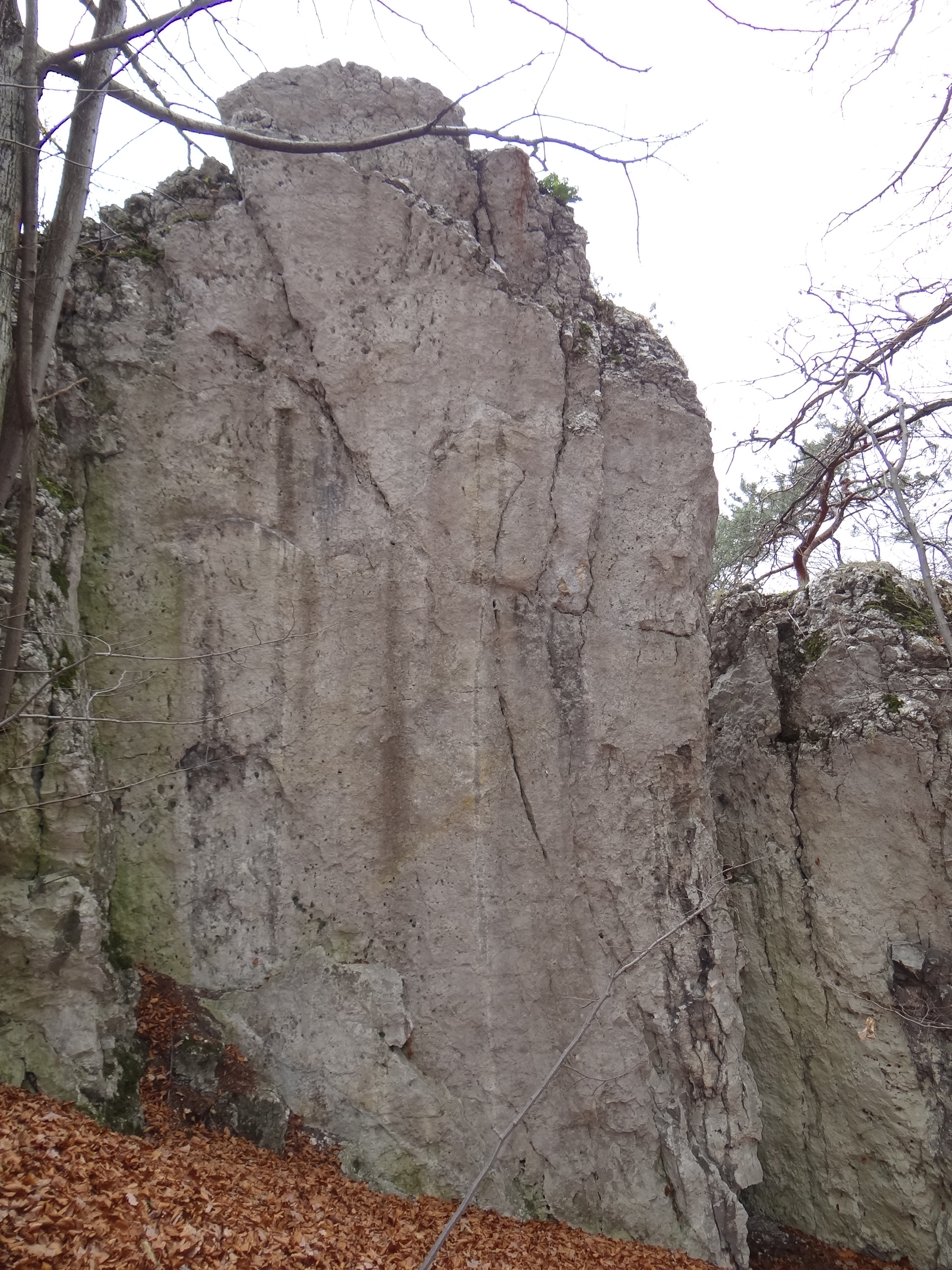

Cyrk – turnia na Wzgórzu Dumań w Dolinie Kobylańskiej na Wyżynie Olkuskiej, w miejscowości Karniowice, w gminie Zabierzów, powiecie krakowskim, województwie małopolskim. Znajduje się w górnej, północnej części orograficznie lewych zboczy doliny.
Dolina Kobylańska jest jednym z najbardziej popularnych terenów wspinaczki skalnej. Zbudowany z wapieni Cyrk znajduje się w lesie, pomiędzy Obeliskiem i Omszałą Turnią, ale dużo powyżej nich (w górnej części zboczy doliny). Przez wspinaczy skalnych zaliczany jest do Grupy nad Źródełkiem. Ma wysokość 6–7 m i pionową ścianę północną i wschodnią. Na ścianach tych wspinacze poprowadzili 6 dróg wspinaczkowych o trudności od III do VI.2+ w skali Kurtyki. Trzy z nich mają zamontowane stałe punkty asekuracyjne – ringi (r) i dwa ringi zjazdowe (drz).

## Drogi wspinaczkowe
Cyrk I
1. Wielka liczba; VI.1+, 3r + drz, 9 m
2. Kot w pustym mieszkaniu; VI.2+, 3r + drz, 9 m
3. Cyrkowy komin; III, 9 m

Cyrk II
1. Dwaj ponowie B.; VI, 7 m
2. Utopia; 2r, VI.1, 7 m
3. Z.P.B.; V+, 7 m[3]